# Elysia jaramilloi
Elysia jaramilloi is een slakkensoort uit de familie van de Plakobranchidae. De wetenschappelijke naam van de soort werd voor het eerst geldig gepubliceerd in 2017 door Ortea, Moro en Bacallado.